# Bacelarella
Bacelarella là một chi nhện trong họ Salticidae.